# Вурмери
Вурме́ри (рос. Вурмеры, чув. Вĕрмер) — присілок у складі Цівільського району Чувашії, Росія. Входить до складу Булдеєвського сільського поселення.
Населення — 186 осіб (2010; 185 у 2002).
Національний склад:
- чуваші — 98 %